# Almacenamiento óptico de datos 3D
El almacenamiento óptico de datos 3D es el término con el que se le denomina a cualquier forma de almacenamiento óptico de datos, donde la información puede ser almacenada o leída con resolución 3D.
Esta tecnología tiene la capacidad de almacenamiento masivo a nivel petabyte en dispositivos del tamaño de un DVD. El almacenamiento de datos y su lectura se obtienen mediante un láser a través del medio. Sin embargo, es necesario que la luz láser viaje a través de distintos puntos antes de llegar al punto de lectura o grabación deseado; esto se debe a la naturaleza volumétrica de la estructura de datos. Por consiguiente es necesario un grado de no linealidad para asegurar que los puntos de datos no interfieran con el direccionamiento del punto deseado. En la actualidad no existe ningún producto comercial en el mercado basado en almacenamiento óptico de datos 3D, sin embargo una serie de empresas están investigando y desarrollando la tecnología para que en un futuro sea utilizada.

## Descripción general
Medios de almacenamiento ópticos actuales, tales como el CD y DVD, almacenan la información en forma de una serie de marcas reflectivas sobre la superficie interna del disco. Con el fin de aumentar la capacidad de almacenamiento, es posible que los discos mantengan dos o más capas de datos. Sin embargo el número de capas es limitado, debido a que el láser puede interactuar con cada una de las capas a través del medio para llegar a la capa objetivo. Estas interacciones causan ruido que limita la tecnología a aproximadamente 10 capas. El almacenamiento óptico de datos 3D soluciona este problema mediante el uso de métodos de direccionamiento, en donde únicamente el voxel (píxel volumétrico) objetivo interactúa con el haz de luz.
Esto involucra la lectura de datos no lineales así como métodos de escritura con óptica no lineal. El almacenamiento óptico de datos 3D es relacionado con el almacenamiento holográfico. Tradicionalmente los ejemplos de almacenamiento holográfico no son relacionan con almacenamiento 3D. Recientemente el almacenamiento 3D ha sido usado en el campo de los microhologramas.
Un ejemplo de almacenamiento óptico de datos 3D puede ser parecido a un DVD transparente. Dicho disco contiene múltiples capas de información y múltiples capas de profundidad, las cuales consisten en espirales de pistas. Para grabar información en el disco, el láser deberá enfocarse a cierta profundidad de la media (dispositivo), la cual corresponderá a una capa específica de información. Cuando el láser es encendido provoca una reacción fotoquímica la cual induce un cambio de la media (dispositivo). La distancia entre las capas puede ser entre 5 a 100 micrómetros, permitiendo que la información almacenada en el disco sea 100 veces mayor a la de un disco actual.
Con el fin de leer los datos, se realiza un procedimiento similar excepto que esta vez, en vez de causar un cambio fotoquímico el láser produce fluorescencia. Esto se consigue mediante el uso de un láser de capacidad inferior o un láser de diferente longitud de onda. La intensidad o longitud de onda de la fluorescencia es diferente dependiendo si se ha escrito en un punto específico; los datos pueden ser leídos al medir la luz emitida.
El tamaño de las moléculas cromóforas individuales o de los centros de color fotoactivos es mucho más pequeño que el tamaño del haz del láser (está determinado por el límite de su difracción). Por consiguiente la luz se dirige a un gran número de moléculas en un momento dado, permitiendo que la masa homogénea trabaje como una matriz estructurada por la posición de los cromóforos.

## Historia
En 1950, Yehuda Hirshberg desarròllo un espiropirano fotocromático, y se sugirió que se usara para el almacenamiento de datos. En los 1970, Valeri Barachevskii demostró que el efecto fotocromático puede ser producido por dos fotones. A finales de 1980, Peter M Rentzepis demostró que esto podría llegar a ser el almacenamiento de datos en 3D. La mayoría de los sistemas desarrollados se basan en la idea original de Peter M Rentzepis. Una amplia gama de fenómenos físicos para la lectura y grabación de datos han sido investigados. Un gran número de sistemas químicos han sido desarrollados y evaluados. Con un extenso trabajo se ha llevado a cabo la solución de los problemas asociados en los problemas ópticos. Actualmente varios grupos se mantienen trabajando en diferentes niveles de desarrollo y en el interés de su comercialización.

## Procesos para la creación de escritura de datos
La grabación de datos en un almacenamiento óptico 3D requiere un cambio en el medio tras la excitación, generalmente esta reacción fotoquímica es de algún tipo, aunque existen otras posibilidades. Las reacciones químicas que han sido investigadas incluyen las reacciones químicas fotoisomerización, fotodescomposición, fotoblanqueo y polimerización. Mas investigaciones han sido compuestos fotocromáticos en las que incluyen azobencenos, espiropiranos, estilbenos, fúlgidas, diariletenos y su posible uso como interruptores moleculares. Si el cambio fotoquímico es reversible por consiguiente puede se lograr el almacenamiento regrabable de datos, al menos en principio. También sería viable un grabado multicapa donde los datos se escriben en “escalas de grises”, en lugar de señales de “encendido” y “apagado”.

### Micro-holografía
En micro-holografía se utiliza los rayos de luz que son enfocados para grabar hologramas de tamaño sub-micrométrico en un material fotorefractivo, utilizando haces de luz colineales. El proceso de escritura puede utilizar los mismos tipos de dispositivos que se utilizan en otros tipos de almacenamiento de datos holográficos y se puede utilizar procesos de 2 fotones para generar los hologramas.

### Grabado de datos durante la Fabricación
Los datos también pueden ser grabados en la fabricación de los dispositivos, como es el caso de la mayoría de discos ópticos para la distribución de datos comerciales. En este situación, el usuario no puede escribir en el disco-en un formato ROM. Los datos pueden ser grabados por un método óptico no línea, pero en el caso del uso de láseres de alta potencia es aceptable que la sensibilidad media. En este caso, el usuario no puede escribir en el disco - es un formato ROM. Los datos pueden ser escritos por un método óptico no lineal, pero en este caso el uso de láseres de alta potencia es aceptable por lo que la sensibilidad media se convierte en un problema menos.
Se ha demostrado la fabricación de discos que contienen datos moldeados o impresos en su estructura 3D. Por ejemplo, un disco que contiene datos en 3D puede ser construido intercalando un gran número de discos delgados, cada uno de los discos se moldea con una sola capa de información. El disco ROM resultante puede ser leído utilizando un método de lectura 3D.

### Otros métodos de escritura
Se ha examinado distintas técnicas para la escritura de datos en 3D, en las que incluyen:
- Quemador espectral persistente de agujero (Persistent spectral hole burning) PSHB), permite la posibilidad de multiplexación espectral para el aumento de densidad de datos. Sin embargo, los medios actuales de comunicación PSHB requieren mantener temperaturas extremadamente bajas para evitar la pérdida de datos.
- Formación de huecos: donde las burbujas microscópicas se introducen en un medio de comunicación debido a la alta densidad de irradiación láser.[6]
- Polarización de cromóforo, donde la reorientación en la estructura de los medios de comunicación a cambios legibles de los cromóforos es inducida por láser.[7]

## Diseño de medios
La parte activa de los medios de almacenamiento óptico 3D es por lo general un polímero orgánico ya sea dopado con las especies fotoquímicamente activas. Se han sugerido varios factores de forma para los medios de almacenamiento óptico de datos 3D, como por ejemplo:
- Disco: la manera de utilizar el disco ofrece una progresión proveniente del CD/DVD, llevando a cabo el método giratorio para la lectura y escritura.
- Tarjeta: Como por ejemplo una tarjeta de crédito como factor de media resulta ser atractivo desde el punto de vista de portabilidad y comodidad, aun siendo su capacidad inferior a la de un disco.
- Cristal, cubo o esfera: distintos escritores de ciencia ficción han sugerido pequeños almacenes sólidos que contengan grandes cantidades de información y esto se podría lograr por medio del almacenamiento óptico de datos 3D

## Diseño de dispositivo
Un dispositivo diseñado para leer y escribir un tipo de almacenamiento de datos ópticos en 3D el cual puede tener mucho en común con los dispositivos CD/DVD, particularmente si el factor forma y la estructura de datos de ese tipo de almacenamiento es similar a la del CD o al DVD. Sin embargo, existe un buen número de diferencias que se deben tomar en cuenta cuando se diseña este tipo de dispositivo, incluyendo:
- El láser. Particularmente cuando se usa una absorción de dos fotones, se puede requerir láser de alto poder los cuales pueden resultar estorbosos, difíciles de enfriar y tener problemas de seguridad. Las unidades de disco ópticas actuales utilizan láseres de diodo de ondas continuas los cuales operan a 780nm, 658nm, o 405nm, las unidades de almacenamiento óptico pueden requerir láseres en estado sólido o láseres pulsados, y existen múltiples ejemplos que usan la longitudes de onda altamente disponibles en este tipo de tecnologías, como la 532nm (verde).

- Corrección de la aberración esférica variable. Debido a que el sistema debe dirigirse a diversas profundidades en el dispositivo de almacenamiento y que a diferentes profundidades la aberración esférica inducida en el frente de la onda es diferente, se requiere de un método que explique de manera dinámica estas diferencias. Existen muchos métodos factibles que incluyen elementos ópticos que se intercambian dentro y fuera de la vía óptica, elementos en movimiento, óptica adaptativa y lentes de inmersión.

- Sistema óptico. En muchos ejemplos de sistemas de almacenamiento de datos 3D se usan diferentes tipos de longitudes de onda (colores) de luz (ej. el láser para leer, el láser para escribir, de señalización: a veces se requiere de dos láseres solo para escribir. Por consiguiente, igual que copiar con un poder láser elevado y la aberración esférica variable, el sistema óptico, debe combinar y separar estos colores diferentes de luz en el momento en que se requiera.

- Detección. En las unidades de DVD la señal que produce el disco es un reflejo del rayo láser, y por lo mismo es muy intensa. Sin embargo, para el almacenamiento óptico 3D, la señal debe generarse dentro del pequeñísimo volumen al que se dirige el rayo y por consiguiente es mucho más débil que la luz de un láser. En resumen, la fluorescencia se radia en todas direcciones desde el punto al que se dirige la luz y es por esta razón que se deben de usar series ópticas de luz especial para maximizar la señal.

- Rastreo de datos. Una vez que estos se identifican en el eje z, se puede acceder a capas individuales de datos como las del DVD y rastrearlas de formas similares en el DVD. Se ha demostrado también la posibilidad de usar objetivos paralelos o basados en páginas. Esto permite una transferencia de datos mucho más rápida, pero requiere de una complejidad adicional de modulaciones de luz espacial, imagen de señalización y un manejo de datos más complejo.

## Desarrollo comercial
Además de la investigación científica, algunas empresas empezaron a comercializar bases de datos de almacenamiento óptico 3D y algunas grandes corporaciones también han mostrado un interés en la tecnología.
Sin embargo, todavía no es seguro que la tecnología vaya a tener éxito en este mercado en comparación de otros productos como el disco duro, memoria flash y la memoria holográfica.
- Call/recall [8] fue creado en 1987 con la base de investigación de Peter Rentzepis. Usando grabación de 2 fotones (a 25Mbit/s con 6.5 ps, 7nJ, 532 nm pulsos), 1 lectura de fotón (con 635mm) y un lente de inmersión con NA elevado (1.0), han almacenado 1TB en 200 capas de un disco duro de 1.2 mm[9] El objetivo es mejorar la capacidad hasta >5 TB y dentro de un año se espera que los índices de información mejoren hasta un nivel superior a 250Mbit/s conforme al desarrollo de nuevos materiales, además de pulsos de energía elevados por medio de diodos de láser azul.
- Mempile [10] esta desarrollando un sistema comercial de nombre TeraDisk. En marzo de 2007, demostraron la grabación y la lectura de 100 capas de información en un disco duro de 0.6 mm, además de baja réplica, sensibilidad elevada y estabilidad termodinámica.[11] Intentaron de sacar un producto al consumidor, láser rojo 0.6-1.0 TB, en 2010 y un roadmap hacia un producto de 5 TB de láser azul.[12]
- Constellation 3D  han desarrollado el disco fluorescente multicapa, al fin de la década de los 90, era un disco ROM, manufacturado capa por capa. La empresa quebró en 2002, pero la Propiedad Intelectual 8IP9 fue adquirida por D-Data Inc.,[13] quien intento introducirlo como Disco digital multicapa (DMD).
- Storex Technologies [14] ha estado desarrollado dispositivos 3D basados en lentes fluorescentes foto-sensibles y materiales cerámicos. La tecnología deriva del patente del científico rumano Eugen Pavel, quien también es el fundador y jefe de la empresa. Durante la conferencia ODS2010 fueron presentados los resultados relativos a la lectura por dos métodos no-fluorescentes de un disco óptico petabyte.
- Landauer Inc. [15] está desarrollando un dispositivo basado en la absorción resonante de 2 fotones en un sustrato de zafiro monocristalino. En mayo de 2007, mostraron el grabado de 20 capas de información usando 2 nJ de energía láser (405nm) por cada marca. La tasa de lectura está limitada a 10 Mbit/s
- Colossal Storage:[16] aspira a desarrollar una tecnología de almacenamiento óptico holográfico 3D basado en la inducción por fotones de polarización del campo eléctrico, usando un láser UV lejano para obtener grandes mejoras por encima de la capacidad de datos actuales y la tasa de transferencia, pero hasta ahora no han presentado ninguna investigación experimental o análisis viable.[17]
- Microholas [18] de la Universidad de Berlín, debajo de la directiva del profesor Susanna Orlic, y ha logrado la grabación de más de 75 capas de datos micro-holográficos, separados por 4.5 micrómetros, y sugiriendo una densidad de datos de 10 GB por capa.
- 3DCD Technology Pty. Ltd. [19] es una universidad creada para desarrollar tecnología de almacenamiento óptica 3D basado en materiales identificados por Daniel Day y Min Gu.
- Algunas grandes empresas de tecnología como Fuji, Ricoh y Matsushita han invertido en una patente de materiales receptivos a 2 fotones para aplicaciones, incluyendo almacenamiento de datos ópticos 3D. Sin embargo, no han obtenido soluciones sobre este desarrollando.